# Осоїд-довгохвіст
Осоїд-довгохвіст (Henicopernis) — рід яструбоподібних птахів родини яструбових (Accipitridae). Представники цього роду мешкають на Новій Гвінеї та на сусідніх островах. Молекулярно-філогенетичне дослідження показало, що найближчими родичами осоїдів-довгохвостів є австралійські шуліки з монотипового роду Lophoictinia і рудошиї шуліки з монотипового роду Hamirostra, які є ендеміками Австралії.

## Види
Виділяють два види:
- Осоїд-довгохвіст новогвінейський (Henicopernis longicauda)
- Осоїд-довгохвіст чорний (Henicopernis infuscatus)

## Етимологія
Наукова назва роду Henicopernis походить від сполучення слова дав.-гр. ἑνικος — особливий і наукової назви роду Осоїд (Pernis Cuvier 1817).